# Condado de Lewis (Idaho)
O Condado de Lewis é um dos 44 condados do Estado americano do Idaho. A sede do condado é Nezperce, e a sua maior cidade é Kamiah. O condado tem uma área de 1243 km² (dos quais 2 km² estão cobertos por água), uma população de 3747 habitantes, e uma densidade populacional de 3 hab/km² (segundo o censo nacional de 2000). O condado foi fundado em 1911. Recebeu o seu nome em homenagem ao explorador Meriwether Lewis.